# Iwan Stepanowitsch Prochanow

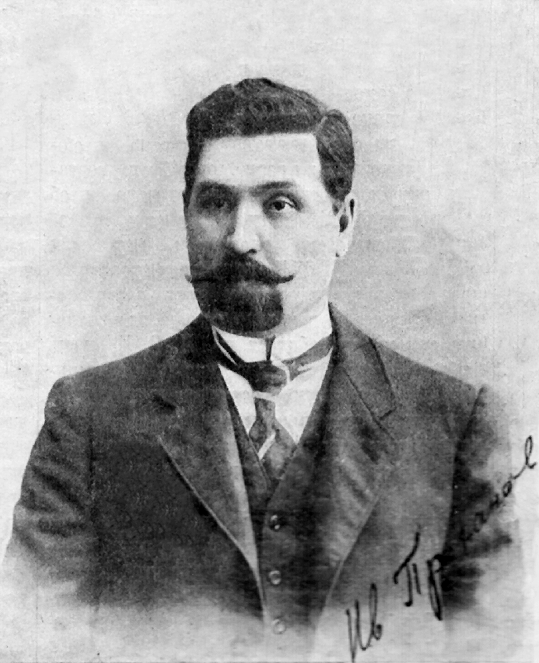

Iwan Stepanowitsch Prochanow (russisch Иван Степанович Проханов; * 17. April 1869 in Wladikawkas, Russisches Kaiserreich; † 6. Oktober 1935 in Berlin)  war ein Ingenieur und Theologe. Von 1911 bis 1928 war er Vizepräsident des Baptistischen Weltbundes. Er gilt als der Begründer des Allrussischen Bundes der Evangeliumschristen.

## Leben
Prochanow wuchs in einer begüterten nordkaukasischen Molokanenfamilie als Sohn des Ehepaares Stepan Prochanow und Nina Vasilevna auf und absolvierte das Realgymnasium seiner Geburtsstadt. Als Schüler fand er Anschluss an einen Kreis, der sich mit philosophischer Literatur beschäftigte. Hier geriet er unter den Einfluss einer Weltanschauung, die er später als nihilistisch charakterisierte und die er für einen Suizidversuch, den er im Alter von 16 Jahren beging, verantwortlich machte. In der jugendlichen Lebenskrise geriet er unter den Einfluss einer erwecklichen Verkündigung. Sie bewog ihn, eine bewusste Entscheidung für den Glauben an Jesus Christus zu treffen. 1887 ließ er sich taufen und schloss sich der Baptistengemeinde an.
Nach seiner Reifeprüfung verzog Prochanow 1890 nach St. Petersburg, um am dortigen Technologischen Institut Ingenieurwissenschaft zu studieren.  Hier stieß er auf die so genannte Paschkowitische Bewegung, die nach ihrem Initiator Wassili Alexandrowitsch Paschkow benannt worden war und vor allem in St. Petersburger Adelskreisen ihre Anhänger hatte. Die Paschkowiten waren taufgesinnte Stundisten und wussten sich eng mit der englischen und deutschen Brüderbewegung verbunden. Paschkow selbst sowie andere Anhänger der Paschowiten (darunter die Petersburger Fürstin Lieven) waren von Georg Müller, dem Bristoler Waisenhausvater und Mitbegründer der Open Brethren (Offene Brüder),  getauft worden. Auch Friedrich Wilhelm Baedeker und Johannes Warns pflegten engen Kontakt zu dieser Bewegung. Prochanow hielt sich zu dem paschkowitischen Kreis, der sich im Schloss der Fürstin Lieven versammelte. Intensive Begegnungen hatte er in diesen Jahren auch zum russischen Religionsphilosophen Wladimir Sergejewitsch Solowjow und zum Schriftsteller und Anarchisten Leo Tolstoi.  1893 schloss er sein Studium erfolgreich ab, zog in die Nähe von Simferopol, wo er Gläubige verschiedener Richtungen sammelte und mit ihnen eine so genannte Allgemeinde gründete. Sie trug den Namen Vertograd.
1894 erließ das russische Innenministerium eine Reihe von Gesetzen, durch die die stundistische Bewegung, zu der übrigens auch die Baptisten gerechnet wurden,  als gefährliche Sekte eingestuft und damit verboten wurde. Ihren Führern wurde Verhaftung und Ausweisung angedroht. Prochanow, der zu diesem Kreis gezählt wurde, entzog sich 1895 der drohenden Verhaftung durch eine illegale Ausreise nach Finnland. Von dort reiste er nach England, wo er in Bristol und London mit dem Studium der Evangelischen Theologie  begann. Sein weiterer Weg führte ihn nach Berlin, wo er seine Studien unter anderem bei Adolf von Harnack fortsetzte. Nach einem abschließenden Studienaufenthalt in Paris kehrte er 1898 über Khedivat Ägypten, Mutesarriflik Jerusalem, Vilâyet Syrien und Britisch-Zypern nach Russland zurück. Dort wurde er wegen unerlaubten Verlassens des Zarenreiches verhaftet und in seinen Geburtsort verbracht. Allerdings gelang ihm eine zweite Flucht, die ihn diesmal nach Riga führte, wo am Polytechnikum eine Privatdozentur erhielt.
Nach der Russischen Revolution kehrte Prochanow nach St. Petersburg zurück und erhielt eine hochdotierte Anstellung beim amerikanischen Elektrotechnik-Konzern Westinghouse, die er bis zur Oktoberrevolution 1917 innehatte. Bereits 1902 hatte ein erstes Gesangbuch für die stundistische Bewegung in erster Auflage herausgegeben. Es trug den Titel Gusli (deutsch: Harfe) und enthielt 500 Lieder, die zum Teil aus Prochanows, zum Teil aber auch aus Gawriil Romanowitsch Derschawins und  Alexander Sergejewitsch Puschkins Feder stammten. Aufgrund seiner Position konnte Prochonow das Liederbuch 1906 mit einer zweiten Auflage von 20000 Exemplaren in der Druckerei des Innenministeriums herstellen lassen.
Hervorzuheben ist auch Prochanows politisches und soziales Engagement. Er war Mitbegründer einer christlichen Partei und organisierte – auch noch nach 1917 – landwirtschaftliche Genossenschaften, unter anderem auf der Krim.
1909 lud Prochanow Vertreter der verschiedenen evangelischen Bewegungen Russlands, darunter auch Baptisten, zu einem Kongress nach St. Petersburg ein. Ziel des Kongresses war, einen engeren Zusammenschluss herbeizuführen. Sein Vorhaben gelang ihm nur teilweise. Die Abgeordneten der stark von Johann Gerhard Oncken geprägten Südrussischen Baptistenvereinigung lehnten wegen verschiedener Lehrdifferenzen eine Föderation ab.  Dennoch wurde während des Treffens der Allrussische Bund der Evangeliumschristen gegründet und Prochanow zu seinem Vorsitzenden bestellt. Es folgte eine starke Wachstumsperiode der im Allrussischen Bund zusammengeschlossenen Gemeinschaften. 1928 zählten sie mehr als eine Million Mitglieder, die sich in über 1000 Ortsgemeinden versammelten und von mehr als 600 Vollzeitgeistlichen betreut wurden. Bereits 1911 beschloss der Baptistische Weltbund während seines 2. Kongresses in Philadelphia (USA) die Aufnahme der russischen Evangeliumschristen und wählte deren Vorsitzenden Prochanow zu einem ihrer sechs Vizepräsidenten. Während seiner Amtszeit widmete er sich auch der theologischen Ausbildung der Prediger. Seine 1922 gegründete Bibelschule, deren Anfänge im Jahr 1913 liegen, war das erste evangelische Predigerseminar Russlands, das in russischer Sprache unterrichtete.
Während einer Jugendkonferenz der Evangeliumschristen in Twer wurde Prochanow 1921 verhaftet und für mehrere Monate in ein Arbeitslager verbracht. Nach seiner Entlassung setzte er sich ungebrochen für die Zusammenführung der verschiedenen evangelischen Bewegungen und „den Durchbruch einer nationalen Reformation bis hinein in das Lager der Orthodoxie“ ein. Diesem Bemühen, das um die Jahreswende 1922 / 1923 seinen Höhepunkt erreichte, folgten heftige Auseinandersetzungen mit der Kommunistischen Partei und den staatlichen Behörden. Grund dafür waren vor allem die Ablehnung des Militärdienstes durch die Evangeliumschristen und anderen Friedenskirchen.
Prochanow verblieb bis 1928 in seinen hohen Kirchenämtern. Insbesondere nach der kommunistischen Russischen Revolution von 1917 war seine Arbeit für den Aufbau des Allrussischen Bundes der Evangeliumschristen von großer Bedeutung. Da der Verfolgungsdruck, der sich insbesondere gegen die religiösen Führer richtete, Ende der 1920er Jahre stark zunahm, kehrte Prochanow nach seiner Teilnahme am 4. Kongress des Baptistischen Weltbundes, der in Toronto (Kanada) stattfand, nicht mehr in seine Heimat zurück und nahm seinen Wohnsitz in Berlin. Hier widmete er sich vor allem schriftstellerischen Tätigkeiten.
Iwan Stepanowitsch Prochanow war verheiratet. Seine Frau verstarb 1926. Aus der Ehe ging ein Sohn hervor. Das Grab Prochanows befindet sich auf dem alten Friedhof der Dreifaltigkeitsgemeinde im Bezirk Kreuzberg (Berlin).

## Werke (in Auswahl)
- Gesangbuch Gusli. St. Petersburg 1906 (Hrsg.)
- Auferstehungslieder. Sammlung russischer Evangeliumslieder. mit russischen Originalweisen und Sätzen, in deutscher Übertragung. (Hrsg.) Missionsbund 'Licht im Osten', Wernigerode 1915, OCLC 779839359.
- Gemeinsam mit Johannes Warns und Friedrich Berner:
  - Band I: Russland und das Evangelium, Bilder aus der evangelischen Bewegung des sogenannten Stundismus. Kassel 1920.
  - Band II: Erfolge des Evangeliums in Russland. Wernigerode 1929.
  - Band III: Das Wehen der Winde Gottes in Russland. Bamberg 1930.